# Kylix halocydne
Kylix halocydne é uma espécie de gastrópode do gênero Kylix, pertencente a família Drilliidae.